# Lou Macari
Luigi Macari, detto Lou (Largs, 7 giugno 1949), è un ex calciatore e allenatore di calcio scozzese, di ruolo centrocampista.

## Biografia
I suoi figli Michael e Paul hanno giocato come professionisti nello Stoke City quando lui era allenatore. L'ultimogenito Jonathan ha giocato come attaccante nel Nottingham Forest fino al 1999, anno in cui si è suicidato impiccandosi a Trentham all'età di 19 anni. Suo nipote Lewiss (figlio di Paul) è a sua volta un calciatore professionista.
Dopo il ritiro iniziò a lavorare come opinionista per Sky Sports, Setanta Sports, e per la televisione ufficiale del Manchester Utd. È anche il proprietario di un ristorante nei pressi dell'Old Trafford.

## Carriera

### Giocatore

#### Club
Di lontane origini italiane, che lui stesso nella sua biografia ammette di non conoscere tanto sono remote, è l'unico figlio di Albert e Margaret, entrambi scozzesi. Luigi Lou Macari nasce ad Edimburgo ed arriva al Celtic nel 1970. Con la squadra scozzese realizzò per due volte un double, nel 1971 e nel 1972, vincendo il campionato nazionale e la Coppa di Scozia. In totale giocò 100 partite e segnò 57 reti, prima di passare al Manchester Utd nel gennaio del 1973, grazie all'operato di Pat Crerand, assistente dell'allenatore Tommy Docherty il quale lo strappò alle mire del Liverpool.
I Red Devils lo acquistarono per 200 000 sterline, e Macari esordì il 20 gennaio 1973 contro il West Ham Utd, segnando anche il gol del pareggio. Nella stagione 1973-1974 i mancuniani retrocessero in seconda divisione per la prima volta dopo 37 anni, ma nell'annata successiva Macari contribuì alla vittoria del campionato e quindi al loro ritorno in massima divisione. A Manchester vinse per due volte la Coppa d'Inghilterra (1976-1977 e 1982-1983) e la Charity Shield (1977 e 1983).
Nel 1984, dopo 97 gol in 401 partite con il Manchester Utd, firma come giocatore-allenatore per lo Swindon Town.

#### Nazionale
Macari vestì la maglia della Scozia dal 1972 al 1978, anno in cui partecipò al campionato del mondo 1978 in Argentina, sotto la guida di Ally MacLeod; in quella competizione però i Tartan Army vennero eliminati al primo turno. In totale giocò in nazionale 25 partite e segnò 5 gol.

### Allenatore
Verso la fine della sua prima stagione con lo Swindon Town, venne esonerato a causa di una lite con il suo assistente Harry Gregg; ritornò pochi giorni dopo, e in due stagioni portò il club dalla Fourth Division alla Second Division. Nel 1989 passò al West Ham Utd, ma venne esonerato dopo sette mesi.
Nel 1991 allenò il Birmingham City, che vinse il Football League Trophy. Poi andò a sedersi sulla panchina dello Stoke City, con cui vinse il secondo Football League Trophy consecutivo e il campionato inglese di terza divisione nella stagione 1992-1993. Nell'estate seguente passò a guidare il club in cui aveva mosso i primi passi da calciatore, il Celtic, ma dopo quattro mesi fece ritorno a Stoke-on-Trent dove allenò fino al 1997. La sua ultima panchina è stata quella dell'Huddersfield Town, squadra allenata dal 2000 al 2002.

## Palmarès

### Giocatore

#### Club
- Campionato scozzese: 3

Celtic: 1970-1971, 1971-1972, 1972-1973
- Coppa di Scozia: 2

Celtic: 1970-1971, 1971-1972
- Second Division:

Manchester Utd: 1974-1975
- Coppa d'Inghilterra: 2

Manchester Utd: 1976-1977, 1982-1983
- Charity Shield: 2

Manchester Utd: 1977, 1983

#### Individuale
- Capocannoniere della Coppa dei Campioni 1971-1972: 1

1971-1972 (5 gol ex aequo con Antal Dunai e Silvester Takač)

### Allenatore
- Fourth Division: 1

Swindon Town: 1985-1986
- Football League Trophy: 1

Birmingham City: 1990-1991
- Third Division: 1

Stoke City: 1992-1993